# De causis plantarum

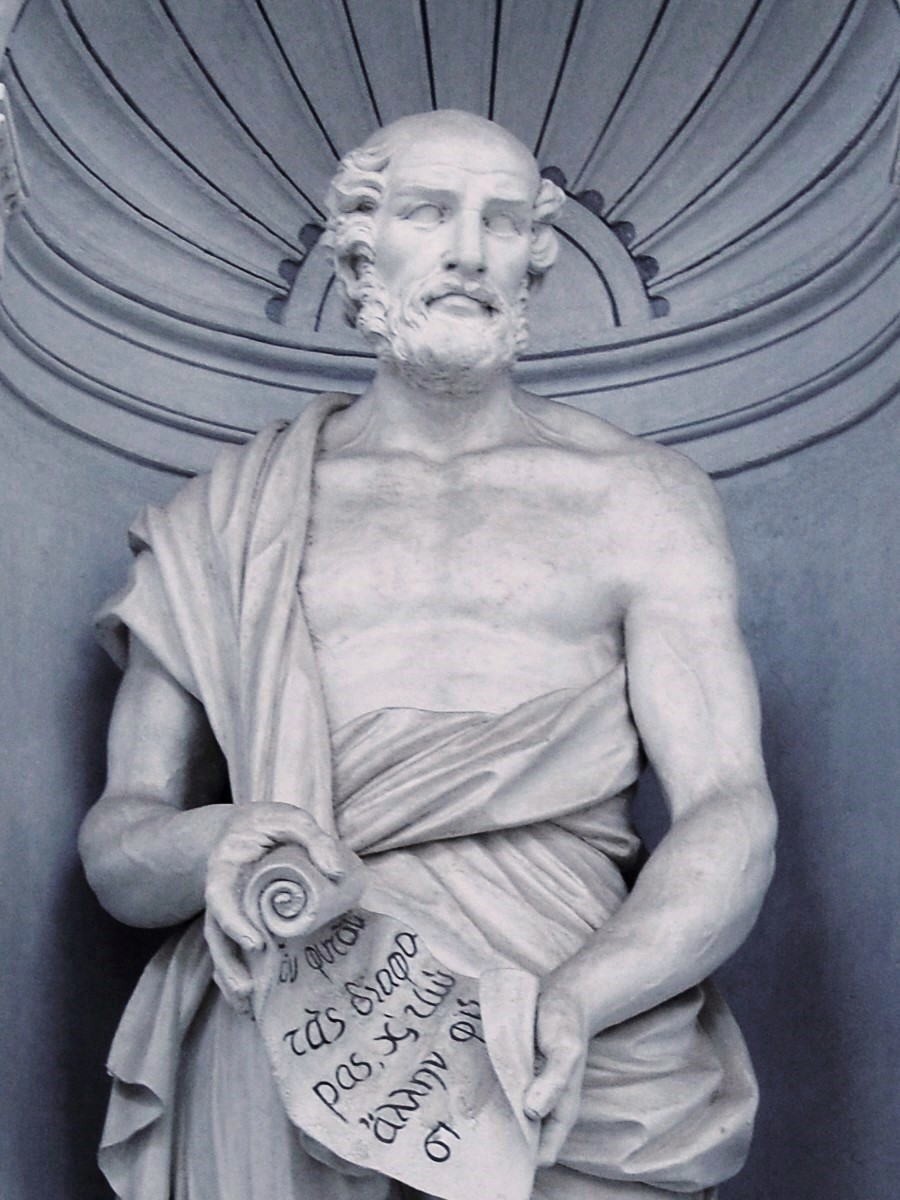
Estatua de Teofrasto, Jardín Botánico de Palermo.

Sobre las causas de las plantas (Περὶ φυτικῶν αἰτιῶν α’-ς’; el título tradicional, en latín, es De causis plantarum) es una de las obras más importantes escritas por Teofrasto (371-286 a. C.) acerca de las plantas y una de las contribuciones más destacadas acerca de la botánica en la Antigüedad y la Edad Media.
De causis plantarum es un tratado que consiste en seis libros
- 1.: Describe cómo se reproducen y propagan las plantas, incluyendo incluso técnicas de injerto.
- 2.: Los cambios en el ambiente que padecen las plantas, esto es, un libro acerca de meteorología y climatología. Incluye la observación acerca de que el crecimiento de las plantas en poblaciones densas se ve disminuido.
- 3.: Trata sobre los cambios que sufren las plantas a causa del cultivo. Cómo elegir el suelo adecuado, el espacio que debe haber entre cada árbol, la elección de abonos y cómo eliminar las malas hierbas. La importancia de sembrar en la época correcta, incluyendo algunas enfermedades de los cereales.
- 4.: Origen y propagación de los cereales.
- 5.: Influencias naturales y artificiales sobre el crecimiento vegetal, enfermedad y muerte.
- 6.: Acerca del olor y sabor de las plantas.

Otra obra de Teofrasto es la Historia de las plantas (Περὶ φυτικῶν ἱστοριῶν α’-θ’; el título tradicional, en latín, es De historia plantarum). 